# Dolgaja
Dolgaja (ryska: Долгая) är ett vattendrag i Belarus.   Det ligger i voblasten Homels voblast, i den östra delen av landet, 210 km öster om huvudstaden Minsk.
Omgivningarna runt Dolgaja är en mosaik av jordbruksmark och naturlig växtlighet. Runt Dolgaja är det ganska glesbefolkat, med 32 invånare per kvadratkilometer.